# Håkan Svensson (journalist)
Sten Håkan Svensson, född 25 april 1958 i Onslunda församling i dåvarande Kristianstads län, är en svensk radiojournalist från Helsingborg.
Håkan Svensson fick tillsammans med Petra Haupt utmärkelsen Guldspaden 2008 i kategorin kokalradio för reportaget MVG-fabriken Procivitas om friskolan Procivitas med motiveringen: "...för att med grundlighet ha avslöjat manipulerande med betygssystem och upprörande geschäft inom en framgångsrik gymnasiekoncern."
Sedan dess arbetar han fortfarande som frilansjournalist, men undervisar också universitetsstudenter inom journalistik. 